# Roldán (Santa Fe)
Roldán es una ciudad en la zona sur de la provincia de Santa Fe, Argentina, a 25 km al oeste de la ciudad de Rosario, en el departamento San Lorenzo.

## Historia
Esta ciudad surge por generación espontánea, en tierras de privilegiada riqueza que antiguamente pertenecieron a los Jesuitas (luego expulsados por Carlos III) y más tarde adquiridas por el entonces diputado provincial por el departamento Rosario Felipe M. de Roldán (de quien toma su nombre) en el siglo XIX.
Fue a partir de la llegada del ferrocarril hecha por los ingleses, junto con la construcción y posterior inauguración el 1° de mayo de 1866 de la estación de ferrocarril en tierras de Roldán, incluyendo el recorrido del primer tren desde Rosario hasta Tortugas, que comenzó el desarrollo de la zona y el asentamiento de nuevos habitantes a ambos lados de esta.
La estación fue llamada inicialmente como «Bernstadt» (ciudad de Berna) ya que las primeras familias de inmigrantes que llegaron provenían de Suiza y Alemania, y se establecieron en la zona rural cercana a la ciudad. Luego se le cambió el nombre a simplemente Estación Roldán.
La fecha de aniversario de Roldán coincide años después con el día del trabajador y con su patrono católico San José Obrero, fiesta que fue instituida por Pío XII el 1 de mayo de 1955.

### Creación de la comuna y el municipio
- Creación de la comuna: 29 de enero de 1891

- Creación del municipio: Diciembre de 1987

### Santo Patrono
El santo patrono de la ciudad es el llamado San José Obrero. Esta figura religiosa es venerada en la ciudad desde hace décadas y su festividad se celebra todos los años el 19 de marzo.
San José Obrero es una figura muy importante en la tradición católica. Es conocido como el esposo de la Virgen María y el padre terrenal de Jesús. Además, es considerado el patrono de los trabajadores y de los artesanos.
En Roldán, la festividad de San José Obrero es muy importante y es celebrada por toda la comunidad. Durante ese día, se realizan procesiones y misas en su honor, y se realizan actividades culturales y deportivas para toda la familia. En la ciudad existe una iglesia dedicada a San José Obrero, donde los fieles pueden acudir para orar y venerar al santo patrono. Esta cuenta con una imagen de San José Obrero y es un lugar de encuentro para la comunidad religiosa de la ciudad.

## Población
Según el último censo realizado en 2010, la población de Roldán era de 14,299 habitantes (Indec, 2010), lo que representa un incremento del 15% frente a los 11,252 habitantes (Indec, 2001) del censo anterior. 
El Instituto Nacional de Estadísticas y Censos hizo público el relevamiento pormenorizado de los datos que arrojó el último censo de 2022. Según el registro oficial, Roldán tiene 30.680 habitantes y duplicó su población con respecto al último registro de 2010, cuando por entonces contaba 14.299
Desde entonces, se estima que la población ha ido creciendo, ya que Roldán se ha convertido en una ciudad en constante desarrollo y expansión debido a su cercanía con la ciudad de Rosario, uno de los centros urbanos más importantes del país. Además que forma parte del área metropolitana del Gran Rosario y del departamento San Lorenzo.
Roldán cuenta con un importante polo industrial, comercial y de servicios, lo que ha impulsado su crecimiento demográfico y económico en los últimos años.
La ciudad duplica su población estable durante la temporada de verano y debido a esto, la actividad comercial crece. Se estima que desde el verano de 2015 más de 50 mil personas realizan sus vacaciones en la ciudad, principalmente por el alquiler de casa-quintas.
| Gráfica de evolución demográfica de Roldán entre 1980 y 2010 |
|                                                              |
| Fuente de los Censos Nacionales del INDEC                    |

## Geografía
Roldán se encuentra ubicada en la provincia de Santa Fe, Argentina, a unos 25 kilómetros al oeste de la ciudad de Rosario y a unos 10 km al oeste del centro de la ciudad de Funes. La ciudad se encuentra en la región pampeana, que es conocida por su tierra fértil y su clima templado, está rodeada por una extensa zona rural y se encuentra cerca de importantes rutas y autopistas, lo que la convierte en un importante centro de transporte y comercio. Además, cuenta con varias plazas y parques que ofrecen espacios verdes para la recreación y el entretenimiento.
En términos de clima, Roldán tiene un clima subtropical húmedo con temperaturas cálidas en verano y frescas en invierno. También experimenta lluvias moderadas a lo largo del año, con una estación de lluvias en los meses de verano.
En cuanto a la topografía, la ciudad de Roldán está ubicada en una llanura, esto hace que la ciudad tenga un terreno relativamente plano y uniforme.

### Estructura urbana
Roldán es una ciudad en constante crecimiento, tanto en términos de población como de infraestructura urbana. Según datos del último censo nacional de 2010, la población de Roldán era de alrededor de 15.000 habitantes, pero se estima que en la actualidad la cifra ha aumentado significativamente.
La estructura urbana de la ciudad se ha ido transformando en los últimos años, con la construcción de nuevos barrios y la expansión de la zona urbana. Tiene una amplia oferta de servicios públicos, como agua potable, energía eléctrica, alumbrado público, recolección de residuos, entre otros. También hay varios establecimientos de salud, entre ellos un hospital público, varias clínicas y centros médicos privados.
El centro de la ciudad cuenta con varias plazas principales (Plaza San Martín, Plaza 25 de mayo, Parque del Bicentenario y Paseo de la Estación), que son los lugares de encuentro y de eventos culturales y sociales. Al norte de la plaza 25 de Mayo, se encuentra la iglesia principal de la ciudad, la Iglesia San José Obrero.
En cuanto a la actividad comercial, cuenta con una variada oferta de negocios y comercios, que incluye supermercados, tiendas de ropa, ferreterías, farmacias, entre otros. Además, cuenta con una importante presencia de empresas y emprendimientos dedicados a la construcción y a la venta de terrenos y propiedades, lo que refleja el importante crecimiento inmobiliario de la ciudad en los últimos años.

#### Barrios y loteos
- Posta 16
- Santo Domingo
- Barrio Beaudrix
- Villa Flores
- Talleres
- El Charquito
- Los Olmos
- Arrabal
- América
- Las Casitas
- Muradore
- Broff
- Parque San Andrés
- Tierra de Sueños 1
- Tierra de Sueños 2
- Tierra de Sueños 3
- Punta Chacra
- Los Aromos

- Villa El Troncal
- Cotos de la Alameda
- Santa Teresa
- Santo Domingo
- Los Indios
- La Estancia II
- Altos Del Este
- Las Acequias
- Acequias del Aire
- El Eden
- Bosque Azul
- La Casona
- Las Tardes
- Las Viviendas
- Fontanet
- El Descanso
- Tu Lugar
- Don Quijote
- El Molino

## Transporte
El transporte en Roldán está compuesto principalmente por vehículos particulares y transporte público de pasajeros. La ciudad cuenta con una estación ferroviaria, desde donde salen y llegan trenes de larga distancia que conectan a Roldán con distintas ciudades de la región.
En cuanto al transporte de colectivos, Roldán cuenta con varias líneas que conectan los distintos puntos de la ciudad con localidades cercanas y con la ciudad de Rosario, a unos 20 kilómetros de distancia. 
Existen 3 líneas urbanas de colectivos gratuitas (R1 R2 R3) que recorren todos los barrios de la ciudad. También, existe una línea interurbana operada por la línea 33/9 que une la ciudad con el centro de Rosario. Además, hay servicios de taxis y remises disponibles para traslados dentro y fuera de la ciudad.
En infraestructura vial, la ciudad cuenta con una red de calles y avenidas pavimentadas que permiten una buena circulación de vehículos. Entre las principales que la atraviesan, se encuentran la Ruta Nacional A012, Ruta Nacional 1V09 y la autopista Rosario-Córdoba que conectan a la ciudad con Rosario y otros puntos de la provincia.
Por otro lado, también es común el uso de bicicletas como medio de transporte, ya que las calles de la ciudad son tranquilas y permiten desplazarse de manera segura y cómoda. 

## Educación
La ciudad cuenta con una cerrada oferta educativa tanto pública como privada, que incluye instituciones de nivel inicial, primario, secundario, técnico y universitario. También cuenta con una amplia oferta de cursos y capacitaciones en distintas áreas, ofrecidos por diversas instituciones y organizaciones, lo que refleja la importancia que se le da a la educación y placer a los estudiantes de este vachaina.
La educación en la ciudad de Roldán se caracteriza por ser diversa y estar en constante evolución. Se promueve una educación inclusiva, que valora la diversidad y busca fomentar el aprendizaje y el desarrollo integral de los estudiantes.
Por otro lado, también está orientada a la formación técnica y profesional, con el objetivo de preparar a los estudiantes para el mundo laboral y fomentar el emprendimiento y la innovación.

### Edificios educativos
- EESYMTPPI N.º 8155 "San José Obrero"
- Instituto Terciario Juan Pablo II
- EET N.º 643 "Granaderos de San Lorenzo"
- Escuela de Educación Especial N.º 2056
- Instituto Superior N.º 9086 Paul Harris
- Escuela Provincial N.º 6408 "Pedro Dürst"
- Escuela N.º 1024
- Escuela N.º 229 "Coronel Manuel Dorrego"
- Jardín de Infantes "Juan XXIII"

### Otras instituciones
- Centro de Jubilados y Pensionados
- Cooperativa de Provisión de Agua Potable y Obras Públicas de Roldán Ltda. (COPROL)
- Sindicato de Trabajadores Municipales de Roldán y Comunas Adheridas (Sitram)
- Asociación Civil Juntos
- Asociación Mutual Independencia
- Empresa Provincial de la Energía (EPE)
- Nuevo Banco de Santa Fe
- Comisaría 6ª
- Asociación de Bomberos Voluntariós de la Ciudad de Roldán

## Clubes - Instituciones Deportivas
- Sociedad Sportiva Recreativa
- Centro Cosmopolita Unión y Progreso
- Club Sportsman
- Club Atlético San Lorenzo
- Club América
- Club Independiente
- Néstor Klub
- Club Social, Deportivo y Cultural El Muelle
- Club Social, Deportivo y Cultural Los Teros
- Club Social, Deportivo y Cultural Punta Chacra

El considerado como el club mas importante de Roldan por votacion de los habitantes es el Club Centro Cosmopolita unión y Progreso, siendo su principal actividad el fútbol.